# Parco Museo Virgilio
Il Parco Museo Virgilio è un museo situato all'interno del Forte di Pietole, nella località omonima del comune di Borgo Virgilio, in provincia di Mantova. È dedicato principalmente al poeta Virgilio (secondo la tradizione nato nella vicina Andes), come il vicino Museo virgiliano.
Inserito nel contesto naturale del Parco regionale del Mincio, rende accessibile una parte del vastissimo forte, di cui all'inaugurazione (aprile 2024) occupa due delle casematte.